# Héctor Rueda Hernández

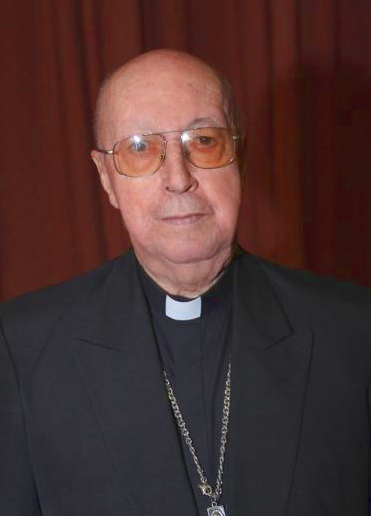
Erzbischof Héctor Rueda Hernández

Héctor Rueda Hernández (* 9. November 1920 in Mogotes; † 1. November 2011 in Bucaramanga) war ein kolumbianischer Geistlicher und römisch-katholischer Erzbischof von Medellín.

## Leben

Erzbischofswappen

Héctor Rueda Hernández verlor im Alter von 12 Jahren seine Mutter und mit 14 Jahren seinen Vater. Er besuchte das Kleine Seminar in San Gil und studierte Philosophie und Katholische Theologie am Priesterseminar von Bogotá. Am 15. Dezember 1946 empfing er die Priesterweihe. Nach seelsorgerischer Tätigkeit wurde er 1952 Kanzler des Bistums Socorro y San Gil. Von 1953 bis 1955 absolvierte er ein Promotionsstudium in Kanonischem Recht an der Päpstlichen Lateranuniversität.
Papst Johannes XXIII. ernannte ihn am 6. Mai 1960 zum Bischof von Bucaramanga. Der Apostolische Nuntius in Kolumbien, Erzbischof Giuseppe Paupini, spendete ihm am 19. Juni 1960 die Bischofsweihe; Mitkonsekratoren waren der Bischof von Socorro y San Gil, Pedro José Rivera Mejía, und José Joaquín Flórez Hernández, Bischof von Duitama. Er war Teilnehmer aller Sitzungsperioden des Zweiten Vatikanischen Konzils von 1962 bis 1965.
Am 14. Dezember 1974 wurde er zum Erzbischof von Bucaramanga ernannt und gründete ebenda das Priesterseminar. Ebenso siedelte er einen Ableger der Päpstlichen Universität Bolivariana (UPB-Bucaramanga) in Bucaramanga an.
Papst Johannes Paul II. ernannte ihn am 7. November 1991 zum Erzbischof von Medellín. Am 13. Februar 1997 nahm Papst Johannes Paul II. seinen altersbedingten Rücktritt an.

## Ehrungen und Auszeichnungen
- "Orden al Mérito José Antonio Galán" der Regierung von Santander (1986)
- "Orden de Bucaramanga" der Regionalregierung von Bucaramanga (1986)
- "Escudo de Antioquia" des Departamento de Antioquia (1995)
- "Medalla de Medellín" (1995)
- "Cruz Bolivariana" der Universidad Pontificia Bolivariana (1995)